# Mixcoatlus
Mixcoatlus är ett släkte av ormar som ingår i familjen huggormar.
Arterna är med en längd upp till 55 cm små ormar. De lever i bergstrakter i Mexiko som är täckta av skogar eller buskskogar. Individerna är främst aktiva på dagen och äter troligen groddjur, ödlor och mindre däggdjur. Honor föder levande ungar (ovovivipari).
The Reptile Database listar följande arter:
- Mixcoatlus barbouri
- Mixcoatlus browni
- Mixcoatlus melanurus